# Invincible Shield Tour
Invincible Shield Tour je koncertní turné britské metalové skupiny Judas Priest, které se konalo od dubna do května 2025 po stadionech, areálech a festivalech po Severní Americe, Evropě, Asii a Jižní Americe.
V říjnu 2023 Judas Priest na svých stránkách oznámili, že vydají nové album s názvem Invincible Shield, které vyšlo 8. března 2024 a toto turné bude sloužit na podporu alba.

## Hosté
- Sabaton (1. část a 3. část Severní Ameriky, kromě 9. května 2024, 29. září 2024 a 12. října 2024)
- Uriah Heep (13.–15. června 2024, 1.–10. července 2024)
- Saxon (13.–15. června 2024, 1.–10. července 2024)

## Seznam koncertů
| Datum                     | Město                     | Stát                      | Místo                                         |
| 1. část – Severní Amerika | 1. část – Severní Amerika | 1. část – Severní Amerika | 1. část – Severní Amerika                     |
| ------------------------- | ------------------------- | ------------------------- | --------------------------------------------- |
| 18. dubna 2024            | Willingford               | USA                       | Toyota Oakdale Theatre                        |
| 19. dubna 2024            | Newark                    | USA                       | Prudential Center                             |
| 21. dubna 2024            | Reading                   | USA                       | Santander Arena                               |
| 24. dubna 2024            | Bangor                    | USA                       | Cross Insurance Center                        |
| 25. června 2024           | Boston                    | USA                       | MGM Music Hall at Fenway                      |
| 27. června 2024           | Youngstown                | USA                       | Covelli Centre                                |
| 28. června 2024           | Indianapolis              | USA                       | Everwise Amphitheatre                         |
| 1. května 2024            | Rosemont                  | USA                       | Rosemont Theatre                              |
| 2. května 2024            | Minneapolis               | USA                       | The Armory                                    |
| 4. května 2024            | Kalamazoo                 | USA                       | Wings Event Center                            |
| 5. května 2024            | Maryland Heigths          | USA                       | St. Louis Music Park                          |
| 7. května 2024            | Huntsville                | USA                       | VBC Propst Arena                              |
| 9. května 2024            | Daytona Beach             | USA                       | Daytona International Speedway                |
| 11. května 2024           | Alpharetta                | USA                       | Ameris Bank Amphitheatre                      |
| 12. května 2024           | Mobile                    | USA                       | Mobile Civic Center Arena                     |
| 14. května 2024           | Charlotte                 | USA                       | Historic Crew Stadium                         |
| 17. května 2024           | Evansville                | USA                       | Ford Center                                   |
| 19. května 2024           | Washington, D.C.          | USA                       | Theatre at MGM National Harbor                |
| 21. května 2024           | Albany                    | USA                       | MVP Arena                                     |
| 22. května 2024           | Syracuse                  | USA                       | Empower FCU Amphiteatre                       |
| 2. část – Evropa          |                           |                           |                                               |
| 5. června 2024            | Tampere                   | Finsko                    | Nokia Arena                                   |
| 7. června 2024            | Solvesborg                | Švédsko                   | Sweden Rock Festival                          |
| 10. června 2024           | Amsterdam                 | Nizozemsko                | AFAS Live                                     |
| 13. června 2024           | Barcelona                 | Španělsko                 | Sant Jordi Club                               |
| 15. června 2024           | Pamplona                  | Španělsko                 | Navarra Arena                                 |
| 17. června 2024           | Madrid                    | Španělsko                 | Palacio Vistalegre                            |
| 19. června 2024           | Cartagena                 | Španělsko                 | Rock Imperium Festival                        |
| 21. června 2024           | Dessel                    | Belgie                    | Plein Air                                     |
| 23. června 2024           | Nancy                     | Francie                   | Zenith Open Air                               |
| 26. června 2024           | Kodaň                     | Dánsko                    | Royal Arena                                   |
| 28. června 2024           | Oslo                      | Norsko                    | Tons of Rock                                  |
| 1. července 2024          | Hamburk                   | Německo                   | Barclays Arena                                |
| 2. července 2024          | Berlín                    | Německo                   | Max-Schmeling-Halle                           |
| 4. července 2024          | Norimberk                 | Německo                   | Arena Nürnberger Versicherung                 |
| 8. července 2024          | Mannheim                  | Německo                   | SAP Arena                                     |
| 10. července 2024         | Drážďany                  | Německo                   | Messehalle                                    |
| 12. července 2024         | Vizovice                  | Česko                     | Masters of Rock                               |
| 13. července 2024         | Dunaújváros               | Maďarsko                  | Rockmaraton                                   |
| 17. července 2024         | Bukurešť                  | Rumunsko                  | Metalhead Meeting                             |
| 21. července 2024         | Athény                    | Řecko                     | Release Festival                              |
| 24. července 2024         | Istanbul                  | Turecko                   | Parkorman                                     |
| 3. část – Severní Amerika |                           |                           |                                               |
| 13. září 2024             | Montréal                  | Kanada                    | Centre Bell                                   |
| 14. září 2024             | Niagara Falls             | Kanada                    | Fallsview Casino Resort                       |
| 17. září 2024             | Sterling Heights          | USA                       | Michigan Lottery Amphitheatre at Freedom Hill |
| 19. září 2024             | Milwaukee                 | USA                       | Miller High Life Theatre                      |
| 21. září 2024             | Cedar Rapids              | USA                       | Alliant Energy PowerHouse                     |
| 22. září 2024             | Sioux Falls               | USA                       | Denny Sanford Premier Center                  |
| 24. září 2024             | Rochester                 | USA                       | Mayo Civic Center                             |
| 25. září 2024             | Omaha                     | USA                       | Baxter Arena                                  |
| 27. září 2024             | Rockford                  | USA                       | BMO Center                                    |
| 29. září 2024             | Louisville                | USA                       | Louder Than Life Festival                     |
| 1. října 2024             | Independence              | USA                       | Cable Dahmer Arena                            |
| 3. října 2024             | Billings                  | USA                       | First Interstate Arena at MetraPark           |
| 5. října 2024             | Idaho Falls               | USA                       | Mountain America Center                       |
| 6. října 2024             | Spokane                   | USA                       | Spokane, WA                                   |
| 9. října 2024             | Seattle                   | USA                       | Angel of the Winds Arena                      |
| 10. října 2024            | Portland                  | USA                       | Aftershock Festival                           |
| 12. října 2024            | Sacramento                | USA                       | Theater Of The Clouds                         |
| 13. října 2024            | Reno                      | USA                       | Grand Sierra Resort and Casino                |
| 15. října 2024            | Los Angeles               | USA                       | YouTube Theater                               |
| 16. října 2024            | Las Vegas                 | USA                       | PH Live                                       |
| 18. října 2024            | Phoenix                   | USA                       | Arizona Financial Theatre                     |
| 20. října 2024            | Loveland                  | USA                       | Blue Arena                                    |
| 22. října 2024            | Houston                   | USA                       | Smart Financial Centre at Sugar               |
| 24. října 2024            | Austin                    | USA                       | Germania Insurance Amphitheater               |
| 26. října 2024            | Dallas                    | USA                       | The Pavilion at Toyota Music Factory          |
| 4. část – Asie            |                           |                           |                                               |
| 5. prosince 2024          | Aiči                      | Japonsko                  | Aichi Art Theater                             |
| 6. prosince 2024          | Hjógo                     | Japonsko                  | Archaic Hall                                  |
| 9. prosince 2024          | Okajama                   | Japonsko                  | Harenowa Grand Theater                        |
| 12. prosince 2024         | Kanagawa                  | Japonsko                  | Pia Arena                                     |
| 13. prosince 2024         | Minato City               | Japonsko                  | Theater Roppongi                              |
| 5. část – Jižní Amerika   |                           |                           |                                               |
| 16. dubna 2025            | Brasília                  | Brazílie                  | Arena of Rock                                 |
| 19. dubna 2025            | São Paulo                 | Brazílie                  | Monsters of Rock                              |
| 20. dubna 2025            | São Paulo                 | Brazílie                  | Vibra Sao Paulo                               |
| 23. dubna 2025            | Santiago                  | Chile                     | Movistar Arena                                |
| 26. dubna 2025            | Villa Martelli            | Argentina                 | Masters of Rock                               |
| 30. dubna 2025            | Bogota                    | Kolumbie                  | Med Plus Colosseum                            |
| 2. května 2025            | San Salvador              | Salvador                  | Complejo Deportivo Cuscatlán                  |
| 4. května 2025            | Mexico City               | Mexiko                    | Arena Ciudad de Mexico City                   |
| 7. května 2025            | Monterrey                 | Mexiko                    | Arena Monterrey                               |